# Adelostigma
Adelostigma je maleni bljni rod jednogodišnjeg raslinja iz porodice glavočika. Postoje dvije vrste, jedna u Mozambiku, A. athrixioides i druga u zapadnoj tropskoj Africi, A. senegalensis.
Rod je uključen u tribus Inuleae.

## Vrste
1. Adelostigma athrixioides Steetz
2. Adelostigma senegalensis Benth.

## Sinonimi
- Cancellaria Sch.Bip. ex Oliv.; Fl. Trop. Afr. 3: 321 (1877)